# Torneo Promocional Amateur 2024
El Torneo Promocional Amateur 2024 fue la primera edición del certamen, quinta categoría del fútbol argentino, en el que participaron catorce equipos invitados por la Asociación del Fútbol Argentino. Constituyó el reemplazo de la desaparecida Primera D.
El Torneo Apertura, disputado en la primera mitad de la temporada, comenzó el 23 de febreroy finalizó el 24 de mayo, consagrando campeón al Club Atlético Social y Deportivo Camioneros, que obtuvo el primer ascenso a la Primera C. El segundo fue para el Club Estrella del Sur, campeón del Torneo Clausura, jugado en el segundo semestre del año, que comenzó el 19 de julio y concluyó el 16 de octubre.
Para finalizar el certamen, el 1 de noviembre se disputó la Copa de Campeones, que fue ganada por Deportivo Camioneros.

## Equipos participantes
| Equipo                | Ciudad         | Liga de origen                    | Estadio                 | Capacidad |
| --------------------- | -------------- | --------------------------------- | ----------------------- | --------- |
| Atlético Pilar        | Pilar          | Liga Escobarense                  | Atlético Pilar          | 500       |
| Barrancas UMET        | Buenos Aires   | -                                 | No posee                | -         |
| Belgrano              | Zárate         | Liga Zarateña                     | Luis Vallejos           | 4000      |
| Defensores de Glew    | Glew           | Liga Metropolitana de San Vicente | Glorioso de Parque Roma | 500       |
| Deportivo Camioneros  | 9 de Abril     | Liga Lujanense                    | Hugo Moyano             | 5000      |
| Deportivo Metalúrgico | Manuel Alberti | Liga Escobarense                  | Deportivo Metalúrgico   | 150       |
| Estrella de Berisso   | Berisso        | Liga Amateur Platense             | José Manuel Vicente     | 350       |
| Estrella del Sur      | Alejandro Korn | Liga Metropolitana de San Vicente | Claudio Tapia           | 150       |
| Everton               | La Plata       | Liga Amateur Platense             | Oscar Funes             | 2500      |
| Ezeiza                | Ezeiza         | Liga Metropolitana de San Vicente | Santiago Maratea        | 150       |
| Juventud de Bernal    | Bernal         | Liga Lujanense                    | No posee                | -         |
| Náutico Hacoaj        | Tigre          | Liga Escobarense                  | Shimon Peres            | 800       |
| Provincial            | Empalme Lobos  | Liga Lobense                      | Enrique Chiosso         | 200       |
| SAT                   | Moreno         | Liga Lujanense                    | 12 de Agosto            | 700       |

| 1. 2. 3. 4. 5. 6. 7. |

### Distribución geográfica de los equipos
| Jurisdicción                             | Cant. | Equipos                                                                                    |
| ---------------------------------------- | ----- | ------------------------------------------------------------------------------------------ |
| Conurbano bonaerense                     | 6     | Defensores de Glew, Deportivo Camioneros, Ezeiza, Juventud de Bernal, Náutico Hacoaj y SAT |
| Interior de la provincia de Buenos Aires | 5     | Atlético Pilar, Belgrano (Z), Deportivo Metalúrgico, Estrella del Sur y Provincial (EL)    |
| Gran La Plata                            | 2     | Estrella de Berisso y Everton                                                              |
| Ciudad de Buenos Aires                   | 1     | Barrancas UMET                                                                             |

## Formato

### Ascensos
Los participantes se enfrentaron en dos torneos por el sistema de todos contra todos, denominados Apertura y Clausura. Los campeones de cada uno ascendieron a la Primera C y jugaron la Copa de Campeones.
Al finalizar la disputa, se elaboró una Tabla final de posiciones con la sumatoria de los puntajes obtenidos en ambos torneos.

## Torneo Apertura

### Tabla de posiciones final
| Pos. | Equipo                | Pts. | PJ | PG | PE | PP | GF | GC | Dif. |
| ---- | --------------------- | ---- | -- | -- | -- | -- | -- | -- | ---- |
| 1.º  | Deportivo Camioneros  | 33   | 13 | 10 | 3  | 0  | 36 | 9  | 27   |
| 2.º  | Estrella del Sur      | 25   | 13 | 8  | 1  | 4  | 21 | 10 | 11   |
| 3.º  | Ezeiza                | 22   | 13 | 7  | 1  | 5  | 19 | 18 | 1    |
| 4.º  | Estrella de Berisso   | 20   | 13 | 5  | 5  | 3  | 16 | 12 | 4    |
| 5.º  | Náutico Hacoaj        | 20   | 13 | 5  | 5  | 3  | 15 | 13 | 2    |
| 6.º  | Defensores de Glew    | 19   | 13 | 5  | 4  | 4  | 18 | 17 | 1    |
| 7.º  | Everton               | 19   | 13 | 5  | 4  | 4  | 15 | 15 | 0    |
| 8.º  | Atlético Pilar        | 19   | 13 | 5  | 4  | 4  | 18 | 20 | −2   |
| 9.º  | Barrancas UMET        | 18   | 13 | 4  | 6  | 3  | 14 | 14 | 0    |
| 10.º | Deportivo Metalúrgico | 15   | 13 | 4  | 3  | 6  | 19 | 18 | 1    |
| 11.º | Provincial (EL)       | 12   | 13 | 2  | 6  | 5  | 11 | 17 | −6   |
| 12.º | SAT                   | 9    | 13 | 2  | 3  | 8  | 12 | 20 | −8   |
| 13.º | Belgrano (Z)          | 9    | 13 | 2  | 3  | 8  | 6  | 20 | −14  |
| 14.º | Juventud de Bernal    | 8    | 13 | 2  | 2  | 9  | 11 | 28 | −17  |

|  | Campeón. Ascendió a la Primera C. |

#### Evolución de las posiciones
| Equipo / Fecha        | 1    | 2    | 3    | 4    | 5    | 6    | 7    | 8    | 9    | 10   | 11   | 12   | 13   |
| --------------------- | ---- | ---- | ---- | ---- | ---- | ---- | ---- | ---- | ---- | ---- | ---- | ---- | ---- |
| Atlético Pilar        | 10.º | 14.º | 14.º | 13.º | 13.º | 11.º | 8.º  | 7.º  | 7.º  | 10.º | 8.º  | 6.º  | 8.º  |
| Barrancas UMET        | 6.º  | 9.º  | 12.º | 7.º  | 8.º  | 7.º  | 6.º  | 6.º  | 6.º  | 6.º  | 9.º  | 10.º | 9.º  |
| Belgrano (Z)          | 11.º | 12.º | 13.º | 14.º | 14.º | 14.º | 14.º | 14.º | 14.º | 14.º | 12.º | 13.º | 13.º |
| Defensores de Glew    | 1.º  | 3.º  | 6.º  | 8.º  | 9.º  | 9.º  | 10.º | 9.º  | 9.º  | 7.º  | 4.º  | 4.º  | 6.º  |
| Deportivo Camioneros  | 6.º  | 3.º  | 2.º  | 1.º  | 1.º  | 1.º  | 1.º  | 1.º  | 1.º  | 1.º  | 1.º  | 1.º  | 1.º  |
| Deportivo Metalúrgico | 4.º  | 1.º  | 1.º  | 2.º  | 4.º  | 5.º  | 5.º  | 4.º  | 4.º  | 4.º  | 7.º  | 9.º  | 10.º |
| Estrella de Berisso   | 6.º  | 5.º  | 3.º  | 5.º  | 3.º  | 3.º  | 3.º  | 3.º  | 3.º  | 3.º  | 3.º  | 3.º  | 4.º  |
| Estrella del Sur      | 2.º  | 7.º  | 4.º  | 4.º  | 2.º  | 2.º  | 2.º  | 2.º  | 2.º  | 2.º  | 2.º  | 2.º  | 2.º  |
| Everton               | 4.º  | 2.º  | 5.º  | 3.º  | 5.º  | 6.º  | 7.º  | 8.º  | 8.º  | 9.º  | 10.º | 8.º  | 7.º  |
| Ezeiza                | 14.º | 11.º | 8.º  | 10.º | 7.º  | 8.º  | 9.º  | 10.º | 10.º | 8.º  | 6.º  | 5.º  | 3.º  |
| Juventud de Bernal    | 6.º  | 6.º  | 9.º  | 12.º | 12.º | 13.º | 12.º | 12.º | 13.º | 12.º | 13.º | 14.º | 14.º |
| Náutico Hacoaj        | 3.º  | 8.º  | 10.º | 6.º  | 6.º  | 4.º  | 4.º  | 5.º  | 5.º  | 5.º  | 5.º  | 7.º  | 5.º  |
| Provincial (EL)       | 13.º | 13.º | 11.º | 11.º | 11.º | 10.º | 11.º | 10.º | 11.º | 11.º | 11.º | 11.º | 11.º |
| SAT                   | 11.º | 10.º | 7.º  | 9.º  | 10.º | 12.º | 13.º | 13.º | 12.º | 13.º | 14.º | 12.º | 12.º |

|  |

### Resultados
Fuente: Fixture del Torneo Promocional Amateur 2024 en SoloAscenso
| Fecha 1               | Fecha 1   | Fecha 1              | Fecha 1             | Fecha 1       | Fecha 1 |
| Local                 | Resultado | Visitante            | Estadio             | Fecha         | Hora    |
| --------------------- | --------- | -------------------- | ------------------- | ------------- | ------- |
| SAT                   | 1 - 2     | Everton              | 12 de Agosto        | 23 de febrero | 17:00   |
| Provincial (EL)       | 0 - 2     | Estrella del Sur     | Enrique Chiosso     | 24 de febrero | 17:00   |
| Deportivo Metalúrgico | 2 - 1     | Belgrano (Z)         | Armenia             | 25 de febrero | 17:00   |
| Defensores de Glew    | 3 - 0     | Ezeiza               | Lorenzo Arandilla   | 25 de febrero | 17:00   |
| Atlético Pilar        | 2 - 3     | Náutico Hacoaj       | Carlos Barraza      | 25 de febrero | 17:00   |
| Juventud de Bernal    | 1 - 1     | Barrancas UMET       | Hugo Moyano         | 27 de febrero | 17:00   |
| Estrella de Berisso   | 1 - 1     | Deportivo Camioneros | José Manuel Vicente | 28 de febrero | 17:00   |

| Fecha 2              | Fecha 2   | Fecha 2               | Fecha 2              | Fecha 2    | Fecha 2 |
| Local                | Resultado | Visitante             | Estadio              | Fecha      | Hora    |
| -------------------- | --------- | --------------------- | -------------------- | ---------- | ------- |
| Atlético Pilar       | 0 - 7     | Deportivo Metalúrgico | Carlos Barraza       | 1 de marzo | 17:00   |
| Estrella del Sur     | 0 - 1     | Juventud de Bernal    | Claudio Tapia (AK)   | 2 de marzo | 17:00   |
| Náutico Hacoaj       | 0 - 2     | Estrella de Berisso   | Shimon Peres         | 3 de marzo | 17:00   |
| Deportivo Camioneros | 4 - 1     | Provincial (EL)       | Hugo Moyano          | 3 de marzo | 17:00   |
| Barrancas UMET       | 2 - 2     | Defensores de Glew    | Auxiliar de Platense | 3 de marzo | 17:00   |
| Ezeiza               | 1 - 1     | SAT                   | 20 de Octubre        | 3 de marzo | 17:00   |
| Everton              | 2 - 0     | Belgrano (Z)          | Oscar Funes          | 3 de marzo | 17:00   |

| Fecha 3               | Fecha 3   | Fecha 3              | Fecha 3             | Fecha 3     | Fecha 3 |
| Local                 | Resultado | Visitante            | Estadio             | Fecha       | Hora    |
| --------------------- | --------- | -------------------- | ------------------- | ----------- | ------- |
| Belgrano (Z)          | 0 - 3     | Ezeiza               | Luis Vallejos       | 8 de marzo  | 17:00   |
| SAT                   | 2 - 0     | Barrancas UMET       | 12 de Agosto        | 9 de marzo  | 17:00   |
| Defensores de Glew    | 1 - 2     | Estrella del Sur     | Lorenzo Arandilla   | 9 de marzo  | 17:00   |
| Juventud de Bernal    | 0 - 5     | Deportivo Camioneros | Hugo Moyano         | 9 de marzo  | 17:00   |
| Provincial (EL)       | 1 - 0     | Náutico Hacoaj       | Enrique Chiosso     | 9 de marzo  | 17:00   |
| Estrella de Berisso   | 1 - 0     | Atlético Pilar       | José Manuel Vicente | 10 de marzo | 17:00   |
| Deportivo Metalúrgico | 1 - 0     | Everton              | Armenia             | 11 de marzo | 17:00   |

| Fecha 4              | Fecha 4   | Fecha 4               | Fecha 4              | Fecha 4     | Fecha 4 |
| Local                | Resultado | Visitante             | Estadio              | Fecha       | Hora    |
| -------------------- | --------- | --------------------- | -------------------- | ----------- | ------- |
| Náutico Hacoaj       | 3 - 2     | Juventud de Bernal    | Shimon Peres         | 14 de marzo | 15:00   |
| Deportivo Camioneros | 2 - 0     | Defensores de Glew    | Hugo Moyano          | 15 de marzo | 16:00   |
| Estrella del Sur     | 2 - 0     | SAT                   | Claudio Tapia (AK)   | 16 de marzo | 15:30   |
| Atlético Pilar       | 0 - 0     | Provincial (EL)       | Carlos Barraza       | 17 de marzo | 15:30   |
| Barrancas UMET       | 1 - 0     | Belgrano (Z)          | Auxiliar de Platense | 18 de marzo | 15:30   |
| Ezeiza               | 1 - 3     | Everton               | 20 de Octubre        | 18 de marzo | 16:00   |
| Estrella de Berisso  | 1 - 1     | Deportivo Metalúrgico | José Manuel Vicente  | 19 de marzo | 15:30   |

| Fecha 5               | Fecha 5   | Fecha 5              | Fecha 5         | Fecha 5     | Fecha 5 |
| Local                 | Resultado | Visitante            | Estadio         | Fecha       | Hora    |
| --------------------- | --------- | -------------------- | --------------- | ----------- | ------- |
| SAT                   | 2 - 6     | Deportivo Camioneros | 12 de Agosto    | 22 de marzo | 15:30   |
| Everton               | 1 - 1     | Barrancas UMET       | Oscar Funes     | 23 de marzo | 13:00   |
| Provincial (EL)       | 0 - 1     | Estrella de Berisso  | Enrique Chiosso | 23 de marzo | 15:30   |
| Juventud de Bernal    | 1 - 3     | Atlético Pilar       | Hugo Moyano     | 25 de marzo | 15:30   |
| Deportivo Metalúrgico | 0 - 1     | Ezeiza               | Armenia         | 26 de marzo | 15:30   |
| Belgrano (Z)          | 1 - 3     | Estrella del Sur     | Luis Vallejos   | 26 de marzo | 15:30   |
| Defensores de Glew    | 0 - 2     | Náutico Hacoaj       | Francisco Boga  | 26 de marzo | 15:30   |

| Fecha 6              | Fecha 6   | Fecha 6               | Fecha 6              | Fecha 6     | Fecha 6 |
| Local                | Resultado | Visitante             | Estadio              | Fecha       | Hora    |
| -------------------- | --------- | --------------------- | -------------------- | ----------- | ------- |
| Náutico Hacoaj       | 2 - 1     | SAT                   | Shimon Peres         | 29 de marzo | 15:30   |
| Deportivo Camioneros | 3 - 0     | Belgrano (Z)          | Hugo Moyano          | 29 de marzo | 15:30   |
| Provincial (EL)      | 1 - 1     | Deportivo Metalúrgico | Enrique Chiosso      | 30 de marzo | 15:30   |
| Atlético Pilar       | 3 - 3     | Defensores de Glew    | Atlético Pilar       | 31 de marzo | 15:30   |
| Estrella del Sur     | 4 - 0     | Everton               | Claudio Tapia (AK)   | 1 de abril  | 15:30   |
| Barrancas UMET       | 1 - 0     | Ezeiza                | Auxiliar de Platense | 1 de abril  | 15:30   |
| Estrella de Berisso  | 3 - 0     | Juventud de Bernal    | José Manuel Vicente  | 2 de abril  | 15:30   |

| Fecha 7               | Fecha 7   | Fecha 7              | Fecha 7                 | Fecha 7    | Fecha 7 |
| Local                 | Resultado | Visitante            | Estadio                 | Fecha      | Hora    |
| --------------------- | --------- | -------------------- | ----------------------- | ---------- | ------- |
| Everton               | 0 - 4     | Deportivo Camioneros | Oscar Funes             | 5 de abril | 15:00   |
| Ezeiza                | 0 - 1     | Estrella del Sur     | 20 de Octubre           | 7 de abril | 15:30   |
| SAT                   | 0 - 1     | Atlético Pilar       | 12 de Agosto            | 7 de abril | 15:30   |
| Defensores de Glew    | 1 - 1     | Estrella de Berisso  | Glorioso de Parque Roma | 7 de abril | 15:30   |
| Belgrano (Z)          | 0 - 0     | Náutico Hacoaj       | Luis Vallejos           | 7 de abril | 15:30   |
| Deportivo Metalúrgico | 3 - 3     | Barrancas UMET       | Armenia                 | 8 de abril | 15:30   |
| Juventud de Bernal    | 2 - 2     | Provincial (EL)      | Auxiliar de Berazategui | 9 de Abril | 15:30   |

| Fecha 8              | Fecha 8   | Fecha 8               | Fecha 8                 | Fecha 8     | Fecha 8 |
| Local                | Resultado | Visitante             | Estadio                 | Fecha       | Hora    |
| -------------------- | --------- | --------------------- | ----------------------- | ----------- | ------- |
| Estrella de Berisso  | 2 - 0     | SAT                   | José Manuel Vicente     | 12 de abril | 15:00   |
| Deportivo Camioneros | 2 - 0     | Ezeiza                | Hugo Moyano             | 12 de abril | 15:30   |
| Juventud de Bernal   | 0 - 2     | Deportivo Metalúrgico | Auxiliar de Berazategui | 13 de abril | 15:30   |
| Provincial (EL)      | 1 - 1     | Defensores de Glew    | Enrique Chiosso         | 13 de abril | 15:30   |
| Náutico Hacoaj       | 1 - 1     | Everton               | Shimon Peres            | 13 de abril | 15:30   |
| Estrella del Sur     | 0 - 1     | Barrancas UMET        | Claudio Tapia (AK)      | 13 de abril | 15:30   |
| Atlético Pilar       | 2 - 0     | Belgrano (Z)          | Carlos Barraza          | 14 de abril | 15:30   |

| Fecha 9               | Fecha 9   | Fecha 9              | Fecha 9                 | Fecha 9     | Fecha 9 |
| Local                 | Resultado | Visitante            | Estadio                 | Fecha       | Hora    |
| --------------------- | --------- | -------------------- | ----------------------- | ----------- | ------- |
| Ezeiza                | 1 - 0     | Náutico Hacoaj       | Claudio Tapia (AK)      | 20 de abril | 11:00   |
| SAT                   | 1 - 1     | Provincial (EL)      | 12 de Agosto            | 20 de abril | 15:00   |
| Defensores de Glew    | 1 - 0     | Juventud de Bernal   | Glorioso de Parque Roma | 20 de abril | 15:30   |
| Belgrano (Z)          | 2 - 1     | Estrella de Berisso  | Luis Vallejos           | 21 de abril | 15:30   |
| Everton               | 0 - 0     | Atlético Pilar       | Ciudad de La Plata      | 21 de abril | 15:30   |
| Deportivo Metalúrgico | 0 - 3     | Estrella del Sur     | Armenia                 | 22 de abril | 15:00   |
| Barrancas UMET        | 1 - 2     | Deportivo Camioneros | Auxiliar de Platense    | 22 de abril | 15:30   |

| Fecha 10             | Fecha 10  | Fecha 10              | Fecha 10                | Fecha 10    | Fecha 10 |
| Local                | Resultado | Visitante             | Estadio                 | Fecha       | Hora     |
| -------------------- | --------- | --------------------- | ----------------------- | ----------- | -------- |
| Provincial (EL)      | 0 - 0     | Belgrano (Z)          | Enrique Chiosso         | 27 de abril | 14:00    |
| Atlético Pilar       | 0 - 2     | Ezeiza                | Atlético Pilar          | 27 de abril | 15:30    |
| Juventud de Bernal   | 1 - 0     | SAT                   | Auxiliar de Berazategui | 27 de abril | 15:30    |
| Náutico Hacoaj       | 1 - 1     | Barrancas UMET        | Shimon Peres            | 28 de abril | 15:30    |
| Estrella de Berisso  | 0 - 0     | Everton               | José Manuel Vicente     | 28 de abril | 15:30    |
| Defensores de Glew   | 2 - 1     | Deportivo Metalúrgico | Glorioso de Parque Roma | 30 de abril | 15:30    |
| Deportivo Camioneros | 2 - 0     | Estrella del Sur      | Hugo Moyano             | 2 de mayo   | 15:00    |

| Fecha 11              | Fecha 11  | Fecha 11             | Fecha 11           | Fecha 11  | Fecha 11 |
| Local                 | Resultado | Visitante            | Estadio            | Fecha     | Hora     |
| --------------------- | --------- | -------------------- | ------------------ | --------- | -------- |
| Ezeiza                | 4 - 3     | Estrella de Berisso  | Claudio Tapia (AK) | 3 de mayo | 14:00    |
| Everton               | 0 - 1     | Provincial (EL)      | Oscar Funes        | 4 de mayo | 15:30    |
| SAT                   | 0 - 1     | Defensores de Glew   | 12 de Agosto       | 4 de mayo | 15:30    |
| Belgrano (Z)          | 2 - 1     | Juventud de Bernal   | Luis Vallejos      | 5 de mayo | 15:30    |
| Estrella del Sur      | 0 - 0     | Náutico Hacoaj       | Claudio Tapia (AK) | 6 de mayo | 15:00    |
| Barrancas UMET        | 0 - 1     | Atlético Pilar       | Excursionistas     | 6 de mayo | 15:30    |
| Deportivo Metalúrgico | 0 - 1     | Deportivo Camioneros | Armenia            | 7 de mayo | 15:00    |

| Fecha 12            | Fecha 12  | Fecha 12              | Fecha 12                | Fecha 12   | Fecha 12 |
| Local               | Resultado | Visitante             | Estadio                 | Fecha      | Hora     |
| ------------------- | --------- | --------------------- | ----------------------- | ---------- | -------- |
| Provincial (EL)     | 2 - 3     | Ezeiza                | Enrique Chiosso         | 11 de mayo | 15:30    |
| Atlético Pilar      | 4 - 1     | Estrella del Sur      | Atlético Pilar          | 11 de mayo | 15:30    |
| Náutico Hacoaj      | 2 - 2     | Deportivo Camioneros  | Shimon Peres            | 12 de mayo | 10:15    |
| SAT                 | 4 - 1     | Deportivo Metalúrgico | 12 de Agosto            | 12 de mayo | 15:30    |
| Defensores de Glew  | 2 - 0     | Belgrano (Z)          | Glorioso de Parque Roma | 12 de mayo | 15:30    |
| Juventud de Bernal  | 0 - 3     | Everton               | Auxiliar de Berazategui | 13 de mayo | 15:30    |
| Estrella de Berisso | 0 - 0     | Barrancas UMET        | José Manuel Vicente     | 14 de mayo | 15:30    |

| Fecha 13              | Fecha 13  | Fecha 13            | Fecha 13           | Fecha 13   | Fecha 13 |
| Local                 | Resultado | Visitante           | Estadio            | Fecha      | Hora     |
| --------------------- | --------- | ------------------- | ------------------ | ---------- | -------- |
| Ezeiza                | 3 - 2     | Juventud de Bernal  | Claudio Tapia (AK) | 17 de mayo | 14:00    |
| Estrella del Sur      | 3 - 0     | Estrella de Berisso | Claudio Tapia (AK) | 18 de mayo | 15:00    |
| Belgrano (Z)          | 0 - 0     | SAT                 | Luis Vallejos      | 18 de mayo | 15:30    |
| Everton               | 3 - 1     | Defensores de Glew  | Oscar Funes        | 19 de mayo | 15:30    |
| Barrancas UMET        | 2 - 1     | Provincial (EL)     | Excursionistas     | 20 de mayo | 13:30    |
| Deportivo Metalúrgico | 0 - 1     | Náutico Hacoaj      | Armenia            | 20 de mayo | 15:30    |
| Deportivo Camioneros  | 2 - 2     | Atlético Pilar      | Hugo Moyano        | 24 de mayo | 15:00    |

| 1. 2. 3. 4. |

## Torneo Clausura

### Tabla de posiciones final
| Pos. | Equipo                | Pts. | PJ | PG | PE | PP | GF | GC | Dif. |
| ---- | --------------------- | ---- | -- | -- | -- | -- | -- | -- | ---- |
| 1.º  | Estrella del Sur      | 33   | 13 | 10 | 3  | 0  | 20 | 7  | 13   |
| 2.º  | Deportivo Camioneros  | 26   | 13 | 7  | 5  | 1  | 24 | 11 | 13   |
| 3.º  | Náutico Hacoaj        | 22   | 13 | 6  | 4  | 3  | 17 | 11 | 6    |
| 4.º  | SAT                   | 22   | 13 | 6  | 4  | 3  | 15 | 9  | 6    |
| 5.º  | Ezeiza                | 20   | 13 | 6  | 2  | 5  | 13 | 11 | 2    |
| 6.º  | Provincial (EL)       | 19   | 13 | 5  | 4  | 4  | 20 | 15 | 5    |
| 7.º  | Estrella de Berisso   | 18   | 13 | 4  | 6  | 3  | 13 | 11 | 2    |
| 8.º  | Deportivo Metalúrgico | 17   | 13 | 4  | 5  | 4  | 16 | 14 | 2    |
| 9.º  | Everton               | 16   | 13 | 4  | 4  | 5  | 12 | 19 | −7   |
| 10.º | Defensores de Glew    | 15   | 13 | 3  | 6  | 4  | 17 | 16 | 1    |
| 11.º | Barrancas UMET        | 13   | 13 | 3  | 4  | 6  | 7  | 13 | −6   |
| 12.º | Atlético Pilar        | 8    | 13 | 2  | 2  | 9  | 15 | 26 | −11  |
| 13.º | Belgrano (Z)          | 8    | 13 | 1  | 5  | 7  | 7  | 20 | −13  |
| 14.º | Juventud de Bernal    | 7    | 13 | 1  | 4  | 8  | 9  | 22 | −13  |

|  | Campeón. Ascendió a la Primera C. |

#### Evolución de las posiciones
| Equipo / Fecha        | 1    | 2    | 3    | 4    | 5    | 6    | 7    | 8    | 9    | 10   | 11   | 12   | 13   |
| --------------------- | ---- | ---- | ---- | ---- | ---- | ---- | ---- | ---- | ---- | ---- | ---- | ---- | ---- |
| Atlético Pilar        | 10.º | 14.º | 14.º | 14.º | 14.º | 14.º | 14.º | 14.º | 14.º | 14.º | 14.º | 14.º | 12.º |
| Barrancas UMET        | 6.º  | 7.º  | 8.º  | 5.º  | 4.º  | 6.º  | 9.º  | 9.º  | 9.º  | 10.º | 11.º | 11.º | 11.º |
| Belgrano (Z)          | 11.º | 9.º  | 10.º | 12.º | 12.º | 13.º | 13.º | 13.º | 13.º | 12.º | 12.º | 12.º | 13.º |
| Defensores de Glew    | 13.º | 12.º | 12.º | 13.º | 13.º | 10.º | 10.º | 10.º | 11.º | 9.º  | 10.º | 10.º | 10.º |
| Deportivo Camioneros  | 6.º  | 4.º  | 3.º  | 2.º  | 3.º  | 3.º  | 2.º  | 2.º  | 2.º  | 2.º  | 2.º  | 2.º  | 2.º  |
| Deportivo Metalúrgico | 4.º  | 1.º  | 2.º  | 4.º  | 6.º  | 7.º  | 6.º  | 5.º  | 5.º  | 7.º  | 7.º  | 7.º  | 8.º  |
| Estrella de Berisso   | 6.º  | 7.º  | 7.º  | 8.º  | 7.º  | 5.º  | 5.º  | 6.º  | 7.º  | 5.º  | 5.º  | 5.º  | 7.º  |
| Estrella del Sur      | 4.º  | 3.º  | 1.º  | 1.º  | 1.º  | 1.º  | 1.º  | 1.º  | 1.º  | 1.º  | 1.º  | 1.º  | 1.º  |
| Everton               | 13.º | 11.º | 9.º  | 11.º | 11.º | 12.º | 12.º | 11.º | 10.º | 11.º | 9.º  | 9.º  | 9.º  |
| Ezeiza                | 1.º  | 6.º  | 5.º  | 3.º  | 2.º  | 2.º  | 4.º  | 3.º  | 4.º  | 6.º  | 6.º  | 6.º  | 5.º  |
| Juventud de Bernal    | 6.º  | 9.º  | 10.º | 10.º | 9.º  | 11.º | 11.º | 12.º | 12.º | 13.º | 13.º | 13.º | 14.º |
| Náutico Hacoaj        | 3.º  | 5.º  | 4.º  | 6.º  | 5.º  | 4.º  | 3.º  | 4.º  | 3.º  | 3.º  | 3.º  | 3.º  | 3.º  |
| Provincial (EL)       | 11.º | 13.º | 13.º | 9.º  | 10.º | 8.º  | 7.º  | 8.º  | 8.º  | 8.º  | 8.º  | 7.º  | 6.º  |
| SAT                   | 1.º  | 2.º  | 5.º  | 7.º  | 8.º  | 9.º  | 8.º  | 7.º  | 6.º  | 4.º  | 4.º  | 4.º  | 4.º  |

|  |

### Resultados
| Fecha 1              | Fecha 1   | Fecha 1               | Fecha 1            | Fecha 1     | Fecha 1 |
| Local                | Resultado | Visitante             | Estadio            | Fecha       | Hora    |
| -------------------- | --------- | --------------------- | ------------------ | ----------- | ------- |
| Ezeiza               | 2 - 0     | Defensores de Glew    | Deportivo Coreano  | 19 de julio | 15:00   |
| Barrancas UMET       | 1 - 1     | Juventud de Bernal    | Excursionistas     | 19 de julio | 15:00   |
| Belgrano (Z)         | 0 - 1     | Deportivo Metalúrgico | Luis Vallejos      | 20 de julio | 15:00   |
| Náutico Hacoaj       | 2 - 1     | Atlético Pilar        | Shimon Peres       | 20 de julio | 15:00   |
| Estrella del Sur     | 1 - 0     | Provincial (EL)       | Claudio Tapia (AK) | 20 de julio | 15:00   |
| Everton              | 0 - 2     | SAT                   | Oscar Funes        | 22 de julio | 15:00   |
| Deportivo Camioneros | 1 - 1     | Estrella de Berisso   | Hugo Moyano        | 22 de julio | 15:00   |

| Fecha 2               | Fecha 2   | Fecha 2              | Fecha 2                 | Fecha 2     | Fecha 2 |
| Local                 | Resultado | Visitante            | Estadio                 | Fecha       | Hora    |
| --------------------- | --------- | -------------------- | ----------------------- | ----------- | ------- |
| SAT                   | 1 - 0     | Ezeiza               | 12 de Agosto            | 26 de julio | 15:00   |
| Deportivo Metalúrgico | 4 - 0     | Atlético Pilar       | Carlos Barraza          | 27 de julio | 15:00   |
| Provincial (EL)       | 2 - 3     | Deportivo Camioneros | Enrique Chiosso         | 27 de julio | 15:00   |
| Belgrano (Z)          | 1 - 1     | Everton              | Luis Vallejos           | 27 de julio | 15:00   |
| Estrella de Berisso   | 0 - 0     | Náutico Hacoaj       | José Manuel Vicente     | 28 de julio | 11:00   |
| Defensores de Glew    | 0 - 0     | Barrancas UMET       | Glorioso de Parque Roma | 28 de julio | 15:00   |
| Juventud de Bernal    | 0 - 1     | Estrella del Sur     | Auxiliar de Berazategui | 29 de julio | 15:00   |

| Fecha 3              | Fecha 3   | Fecha 3               | Fecha 3            | Fecha 3     | Fecha 3 |
| Local                | Resultado | Visitante             | Estadio            | Fecha       | Hora    |
| -------------------- | --------- | --------------------- | ------------------ | ----------- | ------- |
| Ezeiza               | 1 - 0     | Belgrano (Z)          | Deportivo Coreano  | 2 de agosto | 15:00   |
| Deportivo Camioneros | 1 - 0     | Juventud de Bernal    | Hugo Moyano        | 2 de agosto | 15:00   |
| Estrella del Sur     | 3 - 1     | Defensores de Glew    | Claudio Tapia (AK) | 3 de agosto | 15:00   |
| Náutico Hacoaj       | 2 - 1     | Provincial (EL)       | Shimon Peres       | 3 de agosto | 15:00   |
| Everton              | 1 - 1     | Deportivo Metalúrgico | Oscar Funes        | 4 de agosto | 15:00   |
| Atlético Pilar       | 2 - 3     | Estrella de Berisso   | Atlético Pilar     | 4 de agosto | 15:00   |
| Barrancas UMET       | 1 - 0     | SAT                   | Excursionistas     | 5 de agosto | 13:00   |

| Fecha 4               | Fecha 4   | Fecha 4              | Fecha 4                 | Fecha 4      | Fecha 4 |
| Local                 | Resultado | Visitante            | Estadio                 | Fecha        | Hora    |
| --------------------- | --------- | -------------------- | ----------------------- | ------------ | ------- |
| Provincial (EL)       | 2 - 0     | Atlético Pilar       | Enrique Chiosso         | 10 de agosto | 15:00   |
| Juventud de Bernal    | 0 - 0     | Náutico Hacoaj       | Auxiliar de Berazategui | 10 de agosto | 15:00   |
| Belgrano (Z)          | 0 - 2     | Barrancas UMET       | Luis Vallejos           | 10 de agosto | 15:00   |
| Defensores de Glew    | 0 - 1     | Deportivo Camioneros | Glorioso de Parque Roma | 11 de agosto | 15:00   |
| SAT                   | 2 - 3     | Estrella del Sur     | 12 de Agosto            | 11 de agosto | 15:00   |
| Everton               | 0 - 2     | Ezeiza               | Oscar Funes             | 11 de agosto | 15:00   |
| Deportivo Metalúrgico | 0 - 0     | Estrella de Berisso  | Deportivo Metalúrgico   | 12 de agosto | 15:00   |

| Fecha 5              | Fecha 5   | Fecha 5               | Fecha 5             | Fecha 5      | Fecha 5 |
| Local                | Resultado | Visitante             | Estadio             | Fecha        | Hora    |
| -------------------- | --------- | --------------------- | ------------------- | ------------ | ------- |
| Ezeiza               | 1 - 0     | Deportivo Metalúrgico | Deportivo Coreano   | 16 de agosto | 15:00   |
| Estrella del Sur     | 0 - 0     | Belgrano (Z)          | Claudio Tapia (AK)  | 16 de agosto | 15:00   |
| Deportivo Camioneros | 1 - 1     | SAT                   | Hugo Moyano         | 16 de agosto | 15:00   |
| Náutico Hacoaj       | 1 - 1     | Defensores de Glew    | Shimon Peres        | 17 de agosto | 15:00   |
| Atlético Pilar       | 2 - 3     | Juventud de Bernal    | Atlético Pilar      | 17 de agosto | 15:00   |
| Estrella de Berisso  | 3 - 3     | Provincial (EL)       | José Manuel Vicente | 18 de agosto | 15:00   |
| Barrancas UMET       | 0 - 0     | Everton               | Excursionistas      | 19 de agosto | 15:00   |

| Fecha 6               | Fecha 6   | Fecha 6              | Fecha 6                 | Fecha 6      | Fecha 6 |
| Local                 | Resultado | Visitante            | Estadio                 | Fecha        | Hora    |
| --------------------- | --------- | -------------------- | ----------------------- | ------------ | ------- |
| Defensores de Glew    | 3 - 1     | Atlético Pilar       | Glorioso de Parque Roma | 23 de agosto | 15:00   |
| Ezeiza                | 1 - 0     | Barrancas UMET       | Santiago Maratea        | 23 de agosto | 15:00   |
| SAT                   | 0 - 1     | Náutico Hacoaj       | 12 de Agosto            | 24 de agosto | 11:00   |
| Belgrano (Z)          | 0 - 2     | Deportivo Camioneros | Luis Vallejos           | 24 de agosto | 15:00   |
| Deportivo Metalúrgico | 0 - 1     | Provincial (EL)      | Deportivo Metalúrgico   | 25 de agosto | 15:00   |
| Everton               | 1 - 2     | Estrella del Sur     | Oscar Funes             | 25 de agosto | 15:00   |
| Juventud de Bernal    | 0 - 3     | Estrella de Berisso  | Auxiliar de Berazategui | 26 de agosto | 15:00   |

| Fecha 7              | Fecha 7   | Fecha 7               | Fecha 7             | Fecha 7         | Fecha 7 |
| Local                | Resultado | Visitante             | Estadio             | Fecha           | Hora    |
| -------------------- | --------- | --------------------- | ------------------- | --------------- | ------- |
| Deportivo Camioneros | 5 - 0     | Everton               | Hugo Moyano         | 30 de agosto    | 13:00   |
| Estrella del Sur     | 2 - 0     | Ezeiza                | Claudio Tapia (AK)  | 31 de agosto    | 15:00   |
| Náutico Hacoaj       | 4 - 1     | Belgrano (Z)          | Shimon Peres        | 31 de agosto    | 15:00   |
| Atlético Pilar       | 1 - 2     | SAT                   | Atlético Pilar      | 31 de agosto    | 15:00   |
| Provincial (EL)      | 1 - 0     | Juventud de Bernal    | Enrique Chiosso     | 31 de agosto    | 15:00   |
| Estrella de Berisso  | 1 - 0     | Defensores de Glew    | José Manuel Vicente | 1 de septiembre | 15:00   |
| Barrancas UMET       | 0 - 1     | Deportivo Metalúrgico | Excursionistas      | 2 de septiembre | 15:00   |

| Fecha 8               | Fecha 8   | Fecha 8              | Fecha 8                 | Fecha 8         | Fecha 8 |
| Local                 | Resultado | Visitante            | Estadio                 | Fecha           | Hora    |
| --------------------- | --------- | -------------------- | ----------------------- | --------------- | ------- |
| Ezeiza                | 0 - 0     | Deportivo Camioneros | Deportivo Coreano       | 6 de septiembre | 15:00   |
| Barrancas UMET        | 0 - 0     | Estrella del Sur     | Excursionistas          | 7 de septiembre | 10:00   |
| Belgrano (Z)          | 2 - 2     | Atlético Pilar       | Luis Vallejos           | 7 de septiembre | 15:00   |
| Deportivo Metalúrgico | 4 - 2     | Juventud de Bernal   | Carlos Barraza          | 8 de septiembre | 15:00   |
| Defensores de Glew    | 2 - 2     | Provincial (EL)      | Glorioso de Parque Roma | 8 de septiembre | 15:00   |
| SAT                   | 1 - 0     | Estrella de Berisso  | 12 de Agosto            | 8 de septiembre | 15:00   |
| Everton               | 2 - 1     | Náutico Hacoaj       | Oscar Funes             | 8 de septiembre | 15:30   |

| Fecha 9              | Fecha 9   | Fecha 9               | Fecha 9                 | Fecha 9          | Fecha 9 |
| Local                | Resultado | Visitante             | Estadio                 | Fecha            | Hora    |
| -------------------- | --------- | --------------------- | ----------------------- | ---------------- | ------- |
| Deportivo Camioneros | 3 - 0     | Barrancas UMET        | Hugo Moyano             | 13 de septiembre | 15:00   |
| Provincial (EL)      | 0 - 0     | SAT                   | Enrique Chiosso         | 13 de septiembre | 18:00   |
| Náutico Hacoaj       | 3 - 2     | Ezeiza                | Shimon Peres            | 14 de septiembre | 10:00   |
| Estrella del Sur     | 3 - 1     | Deportivo Metalúrgico | Claudio Tapia (AK)      | 14 de septiembre | 15:00   |
| Atlético Pilar       | 0 - 1     | Everton               | Atlético Pilar          | 14 de septiembre | 15:00   |
| Juventud de Bernal   | 2 - 2     | Defensores de Glew    | Auxiliar de Berazategui | 16 de septiembre | 15:00   |
| Estrella de Berisso  | 0 - 1     | Belgrano (Z)          | José Manuel Vicente     | 16 de septiembre | 15:30   |

| Fecha 10              | Fecha 10  | Fecha 10             | Fecha 10           | Fecha 10         | Fecha 10 |
| Local                 | Resultado | Visitante            | Estadio            | Fecha            | Hora     |
| --------------------- | --------- | -------------------- | ------------------ | ---------------- | -------- |
| Ezeiza                | 1 - 3     | Atlético Pilar       | 20 de Octubre      | 20 de septiembre | 15:00    |
| SAT                   | 2 - 0     | Juventud de Bernal   | 12 de Agosto       | 21 de septiembre | 15:00    |
| Estrella del Sur      | 2 - 1     | Deportivo Camioneros | Claudio Tapia (AK) | 22 de septiembre | 11:30    |
| Deportivo Metalúrgico | 0 - 2     | Defensores de Glew   | Armenia            | 22 de septiembre | 15:00    |
| Belgrano (Z)          | 1 - 0     | Provincial (EL)      | Luis Vallejos      | 22 de septiembre | 15:00    |
| Everton               | 1 - 2     | Estrella de Berisso  | Oscar Funes        | 22 de septiembre | 16:00    |
| Barrancas UMET        | 0 - 2     | Náutico Hacoaj       | Excursionistas     | 23 de septiembre | 15:00    |

| Fecha 11             | Fecha 11  | Fecha 11              | Fecha 11                | Fecha 11         | Fecha 11 |
| Local                | Resultado | Visitante             | Estadio                 | Fecha            | Hora     |
| -------------------- | --------- | --------------------- | ----------------------- | ---------------- | -------- |
| Deportivo Camioneros | 3 - 3     | Deportivo Metalúrgico | Hugo Moyano             | 27 de septiembre | 15:00    |
| Provincial (EL)      | 1 - 2     | Everton               | Enrique Chiosso         | 28 de septiembre | 15:00    |
| Atlético Pilar       | 1 - 0     | Barrancas UMET        | Atlético Pilar          | 29 de septiembre | 15:00    |
| Defensores de Glew   | 1 - 1     | SAT                   | Glorioso de Parque Roma | 29 de septiembre | 15:00    |
| Náutico Hacoaj       | 0 - 1     | Estrella del Sur      | Shimon Peres            | 30 de septiembre | 15:00    |
| Estrella de Berisso  | 0 - 0     | Ezeiza                | José Manuel Vicente     | 30 de septiembre | 15:00    |
| Juventud de Bernal   | 1 - 1     | Belgrano (Z)          | Auxiliar de Berazategui | 30 de septiembre | 15:00    |

| Fecha 12              | Fecha 12  | Fecha 12            | Fecha 12           | Fecha 12     | Fecha 12 |
| Local                 | Resultado | Visitante           | Estadio            | Fecha        | Hora     |
| --------------------- | --------- | ------------------- | ------------------ | ------------ | -------- |
| Ezeiza                | 0 - 2     | Provincial (EL)     | Deportivo Coreano  | 4 de octubre | 15:00    |
| Deportivo Metalúrgico | 1 - 1     | SAT                 | Carlos Barraza     | 5 de octubre | 15:00    |
| Belgrano (Z)          | 0 - 3     | Defensores de Glew  | Luis Vallejos      | 5 de octubre | 15:00    |
| Estrella del Sur      | 2 - 1     | Atlético Pilar      | Claudio Tapia (AK) | 6 de octubre | 10:00    |
| Everton               | 1 - 0     | Juventud de Bernal  | Oscar Funes        | 6 de octubre | 16:00    |
| Barrancas UMET        | 2 - 0     | Estrella de Berisso | Excursionistas     | 7 de octubre | 14:00    |
| Deportivo Camioneros  | 2 - 1     | Náutico Hacoaj      | Hugo Moyano        | 8 de octubre | 15:00    |

| Fecha 13            | Fecha 13  | Fecha 13              | Fecha 13                | Fecha 13      | Fecha 13 |
| Local               | Resultado | Visitante             | Estadio                 | Fecha         | Hora     |
| ------------------- | --------- | --------------------- | ----------------------- | ------------- | -------- |
| Provincial (EL)     | 4 - 1     | Barrancas UMET        | Enrique Chiosso         | 11 de octubre | 11:00    |
| Atlético Pilar      | 1 - 1     | Deportivo Camioneros  | Atlético Pilar          | 12 de octubre | 15:00    |
| SAT                 | 2 - 0     | Belgrano (Z)          | 12 de Agosto            | 12 de octubre | 15:00    |
| Náutico Hacoaj      | 0 - 0     | Deportivo Metalúrgico | Shimon Peres            | 13 de octubre | 15:00    |
| Defensores de Glew  | 2 - 2     | Everton               | Glorioso de Parque Roma | 13 de octubre | 15:00    |
| Estrella de Berisso | 0 - 0     | Estrella del Sur      | José Manuel Vicente     | 14 de octubre | 15:00    |
| Juventud de Bernal  | 0 - 3     | Ezeiza                | Auxiliar de Berazategui | 16 de octubre | 15:00    |

| 1. 2. 3. |

## Copa de Campeones
La disputaron los campeones de los torneos Apertura y Clausura a un solo partido, en sede neutral.Fue la primera copa nacional de quinta categoría.
| Partido              | Partido   | Partido          | Partido       | Partido        | Partido |
| Equipo 1             | Resultado | Equipo 2         | Estadio       | Fecha          | Hora    |
| -------------------- | --------- | ---------------- | ------------- | -------------- | ------- |
| Deportivo Camioneros | 2 - 1     | Estrella del Sur | 20 de Octubre | 1 de noviembre | 16:15   |

## Goleadores
| Jugador        | Equipo                | Goles |
| -------------- | --------------------- | ----- |
| Tomás Rozic    | Náutico Hacoaj        | 14    |
| Mateo Muñoz    | Estrella del Sur      | 12    |
| Elian Luca     | Deportivo Metalúrgico | 9     |
| Ángel Leiva    | Deportivo Camioneros  | 8     |
| Ignacio Ortega | Ezeiza                | 8     |